# Cyprianus Gallus
Cyprianus Gallus est un poète de la latinité tardive. On ne connaît actuellement que très peu de chose sur sa vie, comme l'indique son nom de Gallus qui désigne non pas un vrai patronyme, mais seulement son origine gauloise. Jacques Fontaine considère qu'il a vécu dans le premier quart du Ve siècle de notre ère (entre 397 et 425).
L’œuvre de cet auteur a longtemps été considérée comme peu intéressante (voir à ce sujet l'ouvrage de Jacques Fontaine, chapitre XV ), car trop paraphrastique, mais les travaux de Michael Roberts à cet égard tentent au contraire de réévaluer l'intérêt d'un tel travail poétique.

## Œuvres
L’œuvre complète du poète a été éditée par Rudolf Peiper en 1891 dans le Corpus scriptorum ecclesiasticorum (vol 23), mais elle reste intraduite de nos jours. Sa production, bien que certaines pièces soient inachevées et que d'autres ne nous soient parvenues que partiellement, est assez considérable.
Son poème le plus connu reste l'Heptateuchos, essentiellement une paraphrase de l' Ancien Testament, et est considéré par la critique comme une épopée biblique, au même titre que l' Evangeliorum libri de Juvencus, première œuvre de cette nature. Cyprianus Gallus a certainement composé son poème en ayant dans l'idée d'achever l’œuvre de Juvencus , clôturant le diptyque Ancien/Nouveau Testament. Ce travail d'envergure resta malheureusement inachevé, comme le laisse présager l'inégalité des sections rédigées. Il nous est ainsi parvenu de cette œuvre :
- la Genèse (1498 vers)
- l'Exode (1333 vers)
- le Lévitique (309 vers)
- les Nombres (777 vers)
- le Deutéronome (888 vers)
- le livre de Josué (585 vers)
- le livre des Juges (760 vers)

La critique lui attribue aussi d'autres poèmes, restant eux aussi toujours intraduits:
- Deperditorum carminum reliquae (17 vers ; fragments)
- Incerti de Sodoma (167 vers)
- Eiusdem de iona propheta (105 vers)
- Cypriani ad quendam senatorem (85 vers)
- Sancti Hilari in Genesin ad Leonem papam (204 vers)
- Hilarii de martyrio maccabaeorum (394 vers)
- Eiusdem  carminis interpolarum exemplar, Marii Victorinus Afri (389 vers)
- Hilarii de evangelio (114 vers)
- Selon Alfred Loisy, il serait l'auteur de la Cena Cypriani, une parodie de la Bible attribuée à tort à Cyprien de Carthage (auteur du IIIe siècle).